# Škoda Kushaq
De Škoda Kushaq is een cross-over SUV van het Tsjechische merk Škoda die sinds 2021 exclusief op de Indiase markt aangeboden wordt. De naam van het voertuig komt uit het Sanskriet: “Kushak” betekent “koning” of “heerser”. 

## Beschrijving

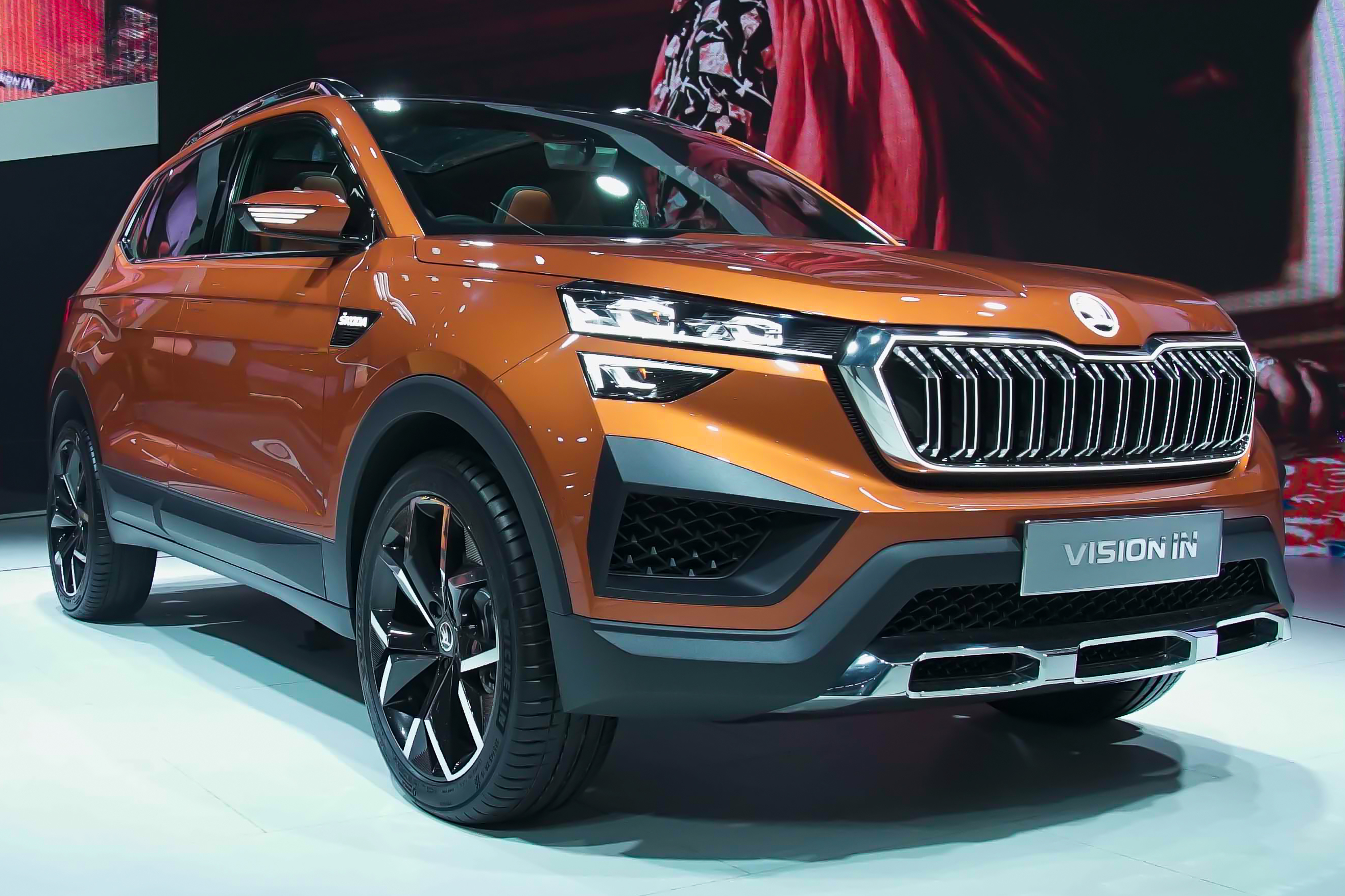
Škoda Vision IN

De Kushaq werd in februari 2020 op de Auto Expo in New Delhi aan het publiek gepresenteerd als de Škoda Vision IN conceptauto. Het productievoertuig werd geïntroduceerd in maart 2021 en is sinds juli 2021 leverbaar. De Kushaq is gebaseerd op het MQB-platform van de VW Groep, net als de Škoda Kamiq en de Volkswagen T-Cross. De auto's worden geproduceerd in de Škodafabriek in Chakan en bestaan voor 95 procent uit lokale onderdelen om de prijs te drukken.
Er is keuze uit twee benzinemotoren: een 1,0-liter driecilinder TSI die 115 pk (85 kW) produceert en een 1,5-liter viercilinder TSI met 150 pk (110 kW). De motoren zijn gekoppeld aan met een manuele zesversnellingsbak. De 1,0-liter motor is ook verkrijgbaar met een zestraps automatische versnellingsbak en de 1,5-liter TSI-motor met een zeventraps automatische versnellingsbak met dubbele koppeling. Beide motoren worden eveneens geproduceerd in de Chakan-fabriek van Škoda.

## Motoren
| Type    | Motor     | Motor     | Motor   | Vermogen | Koppel | Overbrenging    | 0–100 km/h | Topsnelheid | Jaartal      |
| Type    | Inhoud    | Cilinders | Kleppen | Vermogen | Koppel | Overbrenging    | 0–100 km/h | Topsnelheid | Jaartal      |
| ------- | --------- | --------- | ------- | -------- | ------ | --------------- | ---------- | ----------- | ------------ |
| 1.0 TSI | 999 cm³   | 3-in-lijn | 12V     | 115 pk   | 175 Nm | 6-hand of 6-aut | onbekend   | onbekend    | 2021 - heden |
| 1.5 TSI | 1.498 cm³ | 4-in-lijn | 16V     | 150 pk   | 250 Nm | 6-hand of 7-DSG | 8,7 s      | 195 km/h    | 2021 - heden |